# Philosophischer Nativismus
Der Ausdruck Nativismus (lat. nativus:  angeboren, natürlich) bezeichnet je nach Kontext die Angeborenheit eines bestimmten Vermögens oder sonstiger Eigenschaften, z. B. können angeborene psychische Qualitäten gemeint sein (siehe Nativismus (Psychologie)) oder kann eine Angeborenheit von Begriffen gemeint sein. Als spezifischer Terminus bezeichnet philosophischer Nativismus eine Lehre, die auf Hermann von Helmholtz zurückgeht. Dieser zufolge sind alle psychischen Erscheinungen auf angeborene Reflexe zurückführbar, vor allem Raum- und Gesichtsempfindungen.
Diese Auffassungen wurden im 19. Jahrhundert besonders von den Physiologen Johannes Peter Müller und Ewald Hering vertreten. Die Anpassung der Organismen an die Umwelt lässt sich damit nicht erklären. Um aber die tatsächlich vorhandenen Anpassungen deuten zu können, musste man dem Organismus die Fähigkeit zugestehen, seine Reflexe auf Grund von Erfahrungen zu ändern. Helmholtz. von dem der Ausdruck „Nativismus“ stammt, stellte dem Nativismus seinen auf John Locke und William Molyneux (1656–1698) zurückgehenden, auf deren Einseitigkeiten vermeidenden Empirismus gegenüber und betonte vor allem die Bedeutung der Erfahrung für die Anpassung:
„Die nativistischen Hypothesen über die Kenntnis des Gesichtsfeldes erklären …
- erstens nicht, sondern nehmen nur an, daß das zu erklärende Faktum besteht, indem sie gleichzeitig die mögliche Rückführung desselben auf sicher konstatierte psychische Prozesse zurückweisen, auf die sie doch selbst wiederum in anderen Fällen sich berufen müssen.
- Zweitens erscheint die Annahme sämtlicher nativistischer Theorien, daß fertige Vorstellungen von Objekten durch den organischen Mechanismus hervorgebracht werden, viel verwegener und bedenklicher als die Annahme der empiristischen Theorie, daß nur das unverstandene Material von Empfindungen von den äußeren Einwirkungen herrühre, alle Vorstellungen daraus aber nach den Gesetzen des Denkens gebildet werden.
- Drittens sind die nativistischen Annahmen unnötig“

Helmholtz wollte damit den Weg für die Forschung ebnen und eine tragfähige Hypothese aufstellen.  In der Auseinandersetzung mit den Vertretern des Nativismus entwickelte Helmholtz seine Zeichentheorie. Deren Ausnutzung zum Aufbau einer verfälschenden Hieroglyphentheorie (bei Georgi Walentinowitsch Plechanow) rief die Kritik z. B. Lenins hervor. So konnte Helmholtz’ Zeichentheorie nicht aus der Auseinandersetzung zwischen dem Nativismus und Empirismus herausgehalten werden. Obwohl Helmholtz mit seiner Position zunächst allein da stand, setzte sich seine Auffassung durch.
Sie war Bestandteil seiner teilweisen Abkehr vom Kantianismus, besonders vom Kant’schen Apriorismus. Die Auseinandersetzung zwischen Nativisten und Empiristen war ein Ausdruck der philosophischen Auseinandersetzung zwischen Idealismus und Materialismus in den Naturwissenschaften. Ende des 19. Jahrhunderts verlor der Gegensatz zwischen Nativismus und Empirismus seine Bedeutung, weil sich die materialistische Konzeption durchsetzte (die nur in ihrem Grundanliegen mit dem Helmholtzschen Empirismus übereinstimmt).